# Friedrich von Knauss
Friedrich von Knauss (* 7. April 1724 in Aldingen am Neckar; † 14. August 1789 in Wien, auch: Knauss, (von) Knaus und (von) Knauß) war ein deutscher Kleinuhrmacher, Automatenbauer und Erfinder.

## Leben
Sein Vater Johann Peter Knaus war ebenfalls Uhrmacher. Er arbeitete zum Zeitpunkt der Geburt des Friedrich von Knauss in Aldingen in der Nähe von Stuttgart als Schulmeister, Organist und Gerichtsschreiber der Herren von Kaltenthal. Ludwig Johann Knaus, der ältere Bruder des Friedrich von Knauss, wurde am 29. September 1715 in Hößlinsülz bei Heilbronn geboren. Friedrich von Knauss folgte seinem Bruder in den Dienst von Landgraf Ludwig VIII. von Hessen-Darmstadt. Von 1739 bis in die 1750er Jahre arbeitete er am Gericht zu Darmstadt und 1749 wurde er Hofmechanicus.
Später findet man ihn in Diensten des Karl von Lothringen, dem er 1757 von Brüssel nach Wien folgte, wo er von Kaiser Franz I. zum Hochmechanicus ernannt wurde. Nachdem er bei Franz I. in Ungnade fiel, musste Friedrich von Knauss Wien verlassen. Er konnte erst nach dem Tod des Kaisers 1765 wieder nach Wien zurückkehren, wo er schließlich bis zu seinem Tod lebte und arbeitete. Im Auftrag von Maria Theresia richtete er in Wien ab 1767 das physikalische Hofkabinett ein, dessen Direktor er später auch wurde.
Knauss war verheiratet mit Catharina Reutter von Reiterswinkel. Mit ihr zusammen hatte er eine Tochter, die er nach Maria Thersia nannte. Das Adelsprädikat von hatte er sich selbst zugelegt. Zum Zeitpunkt seines Todes trug er den Titel k. k. Director der physikalischen und mathematischen Cabinete an der Hofburg und goldener Ritter, auch heiliger päpstlicher und lateranenser hoffpalatinischer Graf.

## Werk

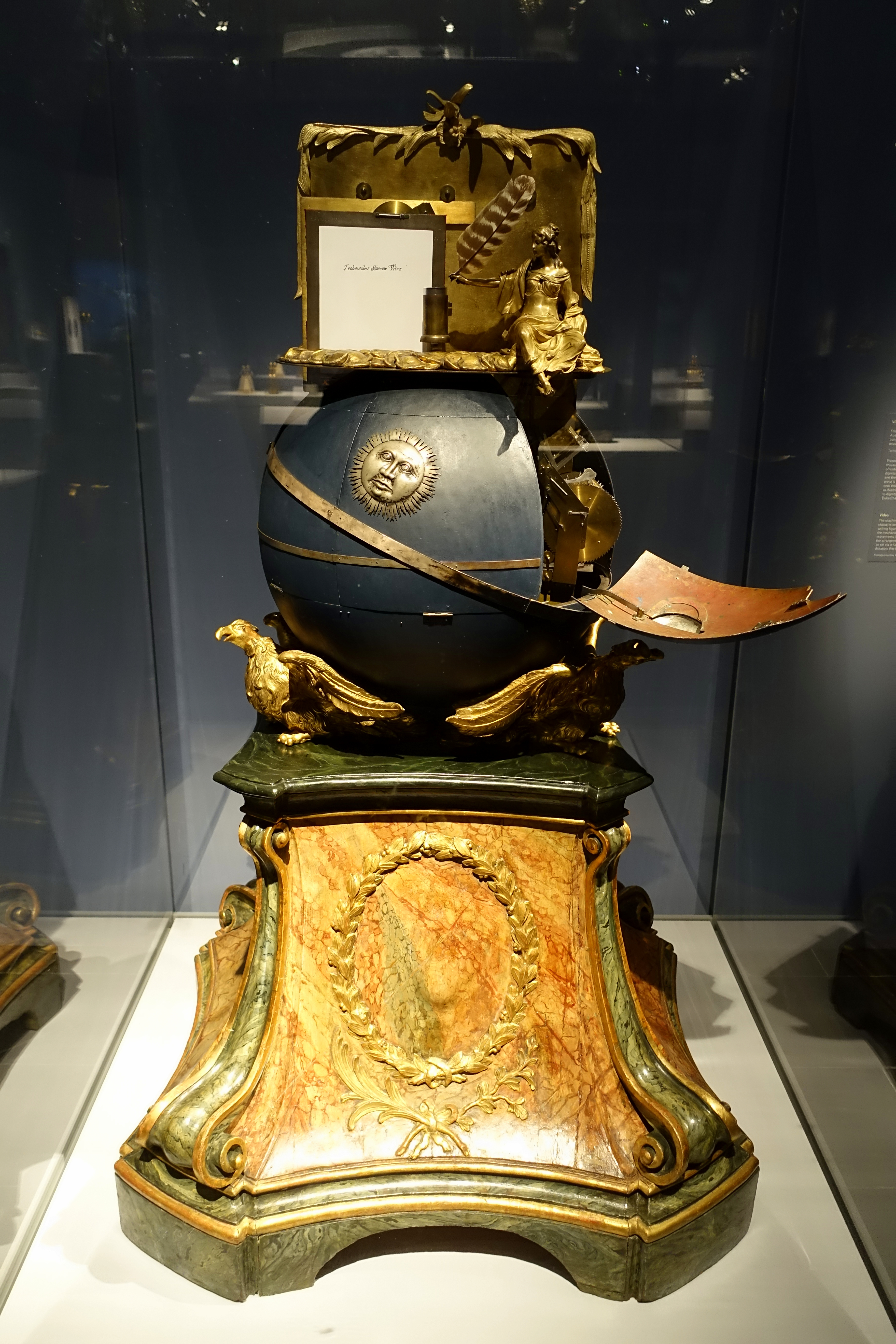
Selbstschreibende Wundermaschine im Metropolitan Museum of Art

Friedrich von Knauss baute Automaten, die Musikinstrumente spielen, einige kurze Zeilen schreiben oder andere Aufgaben erfüllen konnten. Unter anderem konstruierte und baute er 1750 zusammen mit seinem Bruder eine Automatenuhr zu Ehren des 10-jährigen Jubiläums von Maria Theresias Inthronisierung, die sogenannte Kayserliche Vorstellungsuhr. Diese überreichten sein Bruder und er der Kaiserin als Geschenk des Landgrafen Ludwig VIII.
1757 vollendete er seine Arbeiten an einem mechanischen Musikautomaten, der ein Flageolett spielen konnte. Drei Jahre später schuf er die alles oder selbstschreibende Wundermaschine, die am 4. Oktober 1760 Kaiser Franz I. präsentiert wurde. Diese konnte automatisch 68 lateinische Schriftzeichen schreiben und verfasste bei der Erstaufführung einen Brief auf Französisch.
Sein bekanntester, wenn auch letztlich erfolgloser Automat sind die Vier sprechenden Köpfe. 1779 hatte ein Wettbewerb der Akademie der Wissenschaften in St. Petersburg die Konstruktion von sprechenden Köpfen zum Thema, die fünf Vokale aussprechen können mussten. Die Jury bescheinigte dem Automaten von Knauss mangelhafte Funktion.